# Edgar Kennedy
Pour les articles homonymes, voir Kennedy.

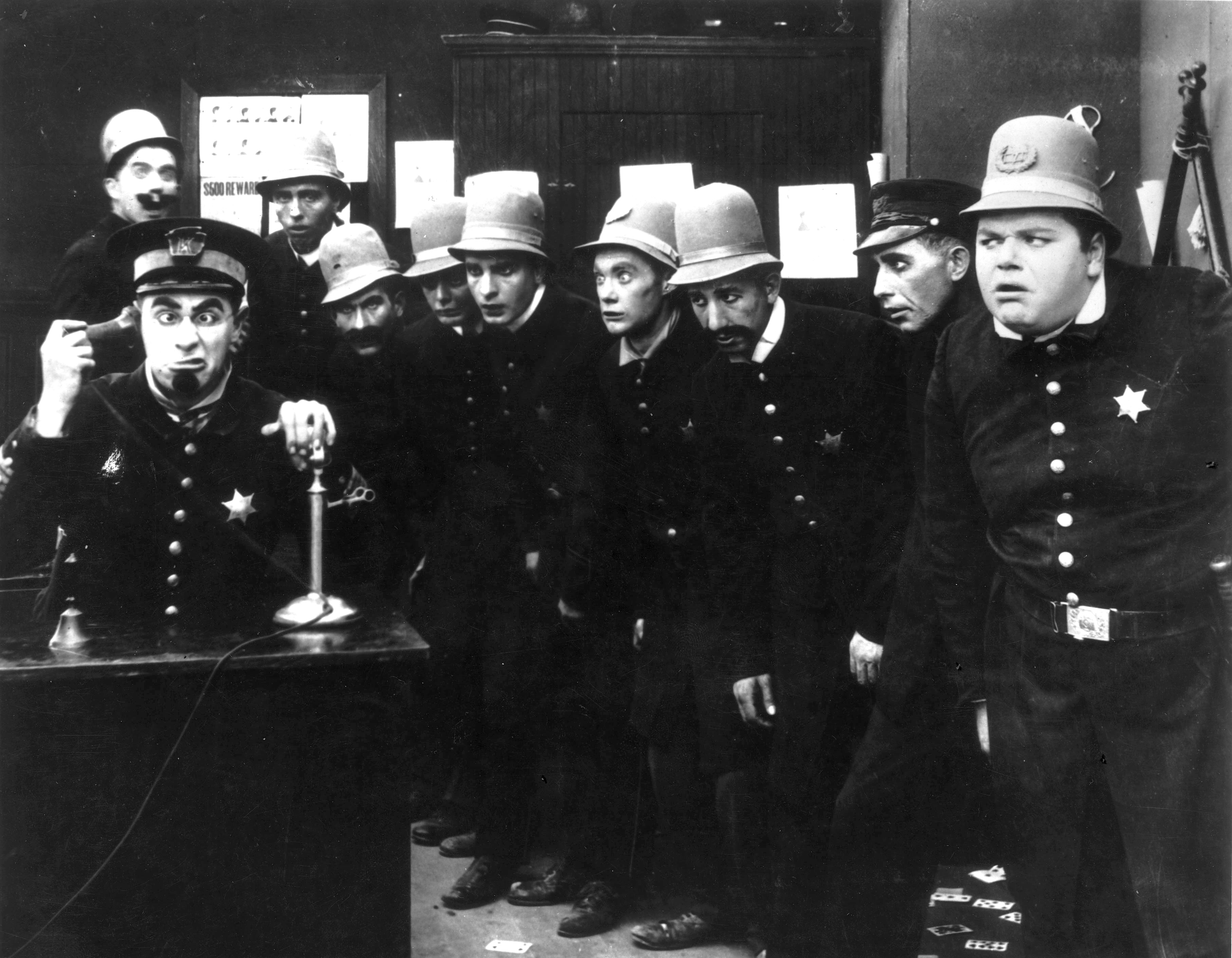
Edgar Kennedy, un des "Keystone Cops" (au fond, à l'extrême gauche) dans Les Bandits du village (1914), avec notamment Fatty Arbuckle (au premier plan à droite)

Edgar Kennedy est un acteur et réalisateur américain, de son nom complet Edgar Livingston Kennedy, né près du lac San Antonio (en) (Comté de Monterey, Californie, États-Unis) le 26 avril 1890, mort d'un cancer à Los Angeles — Quartier de Woodland Hills — (Californie, États-Unis) le 9 novembre 1948.

## Biographie
L'Internet Movie Database le recense comme ayant joué dans 408 films entre 1911 et 1948 (le dernier sort en 1949, l'année suivant son décès). Il est surtout connu pour s'être illustré dans le genre du burlesque, tournant notamment quantité de courts métrages — dont nombre des fameux slapsticks du studio Keystone (qu'il rejoint dès 1912), dans « l'équipe » des « Keystone Cops » — durant la période du cinéma muet. Parmi ses partenaires, mentionnons Mabel Normand, Charlie Chaplin, Roscoe 'Fatty' Arbuckle, Harold Lloyd, les Marx Brothers, Stan Laurel et Oliver Hardy, entre autres.
Il réalise lui-même 25 courts métrages entre 1922 et 1932.
Une étoile lui est dédiée sur le Walk of Fame d'Hollywood Boulevard.

## Filmographie

### comme acteur
(sélection ; films américains, sauf mention contraire ; CM = court métrage)

### Années 1910
- 1911 : Brown of Harvard de Colin Campbell (CM)
- 1913 : Le Héros de Mabel (Mabel's New Hero) de Mack Sennett (CM)
- 1913 : Bangville Police de Henry Lehrman (CM)
- 1913 : That Ragtime Band de Mack Sennett (CM)
- 1913 : Safe in Jail (en) de Mack Sennett (CM)
- 1913 : The Jealous Waiter de Mack Sennett (CM)
- 1913 : Twixt Love and Fire de Henry Lehrman (CM)
- 1913 : Fatty policeman (Fatty Joins the Forces) de George Nichols (CM)
- 1913 : Mabel fait du cinéma (Mabel's Dramatic Career) de Mack Sennet (CM)
- 1913 : Mabel's Awful Mistakes (en) de Mack Sennett (CM)
- 1914 : Charlot et Mabel en promenade (Getting acquainted) de Charlie Chaplin (CM)
- 1914 : Les Bandits du village (In the Clutches of the Gang) de George Nichols et Mack Sennett (CM)
- 1914 : Charlot et les Saucisses (Mabel's Busy Day) de Mabel Normand (CM)
- 1914 : Charlot et Fatty font la bombe de Charlie Chaplin (CM)
- 1914 : Leading Lizzie Astray de Roscoe Arbuckle (CM)
- 1914 : Charlot et Mabel aux courses (Gentlemen of Nerve) de Charlie Chaplin (CM)
- 1914 : Charlot fait du cinéma (A Film Johnnie) de George Nichols (CM)
- 1914 : Dough and Dynamite de Charlie Chaplin (CM)
- 1914 : Caught in Cabaret de Mabel Normand (CM)
- 1914 : Twenty Minutes of Love de Charlie Chaplin (CM)
- 1914 : Le Roman comique de Charlot et Lolotte (Tillie's Punctured Romance) de Mack Sennett : le patron du restaurant
- 1915 : Fatty teinturier (Fatty's Tintype Tangle) de Roscoe Arbuckle (CM)
- 1915 : Miss Fatty's Seaside Lovers de Roscoe Arbuckle (CM)
- 1915 : Fatty's Plucky Pup (en) de Roscoe Arbuckle (CM)
- 1915 : Fatty à la recherche de Mabel (Wished on Mabel) de Mabel Normand (CM)
- 1915 : Fatty and the Broadway Stars de Roscoe Arbuckle (CM)
- 1918 : The Scholar d'Arvid E. Gillstrom

### Années 1920
- 1920 : Daredevil Jack, film à épisodes de W. S. Van Dyke
- 1925 : Les Siens (His People) de Edward Sloman
- 1925 : L'Or rouge (The Golden Princess) de Clarence G. Badger
- 1925 : Lorsqu'on est trois (The Trouble with Wives) de Malcolm St. Clair
- 1926 : Marquita l'espionne (Across the Pacific) de Roy Del Ruth
- 1926 : Going Crooked de George Melford
- 1926 : The Better 'Ole de Charles Reisner
- 1926 : Oh What a Nurse! de Charles Reisner
- 1927 : Finger Prints de Lloyd Bacon
- 1927 : The Wrong Mr. Wright de Scott Sidney
- 1927 : Le Perroquet chinois (The Chinese Parrot) de Paul Leni
- 1928 : V'là la flotte (Two Tars) de James Parrott (CM)
- 1928 : Laissez-nous rire (Leave 'Em Laughing) de Clyde Bruckman (CM)
- 1928 : Laurel et Hardy constructeurs (The Finishing Touch) de Clyde Bruckman et Leo McCarey (CM)
- 1928 : Un homme à boue (Should Married Men Go Home?), de James Parrott et Leo McCarey (CM)
- 1929 : A Pair of Tights de Hal Yates produit par Hal Roach
- 1929 : On n'a pas l’habitude (Unaccustomed as we are) de Lewis R. Foster et Hal Roach (CM)
- 1929 : Perfect Day de James Parrott (CM)
- 1929 : Une saisie mouvementée (Bacon Grabbers) de Lewis R. Foster (CM)
- 1929 : Ils voulaient voir Paris (They Had to See Paris) de Frank Borzage : Ed Eggers
- 1929 : L'Affaire Manderson (Trent's Last Case) de Howard Hawks

### Années 1930
- 1930 : Night Owls de James Parrott (CM)
- 1932 : La Forêt en fête (Carnival Boat) d'Albert S. Rogell
- 1932 : Un meurtre chez les pingouins (Penguin Pool Murder) de George Archainbaud
- 1932 : Hold 'Em Jail de Norman Taurog
- 1932 : Rockabye de George Cukor
- 1932 : Little Orphan Annie de John S. Robertson
- 1933 : La Soupe au canard (Duck Soup) de Leo McCarey
- 1933 : Professional Sweetheart de William A. Seiter
- 1934 : Kid Millions de Roy Del Ruth
- 1934 : Train de luxe (Twentieth Century) de Howard Hawks
- 1934 : Murder on the Blackboard de George Archainbaud
- 1934 : Flirting with Danger de Vin Moore
- 1935 : L'Évadée (Woman wanted) de George B. Seitz
- 1935 : Je veux me marier (The Bride Comes Home) de Wesley Ruggles
- 1935 : The Cowboy Millionaire d'Edward F. Cline
- 1935 : 1,000 Dollars a Minute d'Aubrey Scotto
- 1935 : Le Chanteur de Broadway (King Kelly of the U.S.A.) de Leonard Fields
- 1936 : Robin des Bois d'El Dorado (The Robin Hood of El Dorado) de William A. Wellman
- 1936 : Dummy Aches de Leslie Goodwins (CM)
- 1936 : Yours for the Asking d'Alexander Hall
- 1936 : La Petite Provinciale (Small Town Girl) de William A. Wellman
- 1936 : Three Men on a Horse de Mervyn LeRoy
- 1936 : San Francisco de W. S. Van Dyke
- 1937 : Hollywood Hotel de Busby Berkeley
- 1937 : Mariage double (Double Wedding) de Richard Thorpe

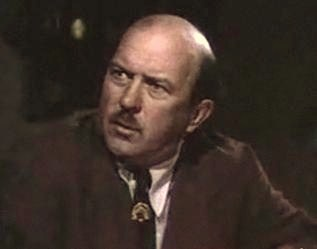
Dans Une étoile est née (1937)

- 1937 : Une étoile est née (A Star is born) de William A. Wellman
- 1937 : When's Your Birthday? de Harry Beaumont
- 1937 : La Folle Confession (True Confession) de Wesley Ruggles
- 1938 : Hey ! Hey ! U.S.A. ! de Marcel Varnel (film britannique)
- 1939 : Le monde est merveilleux (It's a Wonderful World) de W. S. Van Dyke
- 1939 : Everything's on Ice d'Erle C. Kenton

### Années 1940
- 1940 : Li'l Abner d'Albert S. Rogell
- 1940 : Margie d'Otis Garrett et Paul Gerard Smith
- 1942 : Sacramento (In Old California) de William C. McGann
- 1942 : Private Snuffy Smith d'Edward F. Cline
- 1942 : There's One Born Every Minute de Harold Young
- 1943 : Hitler's Madman de Douglas Sirk
- 1943 : Le Faucon pris au piège (The Falcon Strikes Back) d'Edward Dmytryk
- 1943 : Cosmo Jones in the Crime Smasher de James Tinling
- 1943 : Symphonie loufoque (Crazy House) d'Edward F. Cline
- 1943 : Laurel et Hardy chefs d'îlot (Air Raid Wardens) d'Edward Sedgwick
- 1944 : C'est arrivé demain (It happened Tomorrow) de René Clair
- 1945 : Captain Tugboat Annie de Phil Rosen
- 1945 : Escale à Hollywood (Anchors Aweight) de George Sidney
- 1947 : Oh quel mercredi ! (The Sin of Harold Diddlebock) de Preston Sturges
- 1948 : infidèlement vôtre (Unfaithfully yours) de Preston Sturges
- 1949 : Il y a de l'amour dans l'air (My Dream is yours) de Michael Curtiz

### comme réalisateur
(filmographie complète ; courts métrages exclusivement)
- 1922 : His Wife's Son, avec Chester Conklin
- 1922 : Safe in the Safe
- 1922 : Step Lively, Please
- 1922 : The Fresh Heir, avec Chester Conklin
- 1924 : Three Foolish Weeks (coréalisé par Mack Sennett et Reggie Morris), avec Billy Bevan
- 1924 : The Real Virginian (coréalisé par Reggie Morris)
- 1924 : Love's Sweet Piffle, avec Ralph Graves
- 1925 : The Marriage Circus (coréalisé par Reggie Morris), avec Ben Turpin
- 1925 : Cupid's Boots, avec Ralph Graves
- 1926 : Prep School
- 1926 : Hot Dog
- 1926 : A Couple of Skates, avec Neely Edwards
- 1926 : Separated Sweethearts
- 1926 : Two Dollars, Please, avec Neely Edwards
- 1926 : Olga's Boatman, avec Neely Edwards
- 1926 : For Cryin' Out Loud !, avec Neely Edwards
- 1927 : Do or Diet
- 1928 : À la soupe (From Soup to Nuts)
- 1928 : Ton cor est à toi (You're darn Tootin), avec Laurel et Hardy
- 1930 : Le Joueur de golf (All Teed Up), avec Charley Chase
- 1930 : Fifty Million Husbands (coréalisé par James W. Horne), avec Charley Chase
- 1930 : Bigger and Better
- 1932 : Blondes by Proxy